# Крикунов Ігор Миколайович
Ігор Миколайович Крикунов (24 червня 1953 — 11 травня 2021) — український режисер, актор театру і кіно, педагог, громадський діяч та народний артист України ромського походження.

## Життєпис
Закінчив Щукінське училище. Творчу діяльність розпочав в московському циганському театрі «Ромен». Протягом 13 років був провідним актором. На його рахунку — десятки зіграних в театрі ролей.
Славу і популярність кіноактора принесла йому головна роль у фільмі «Циганка Аза». Всього на рахунку Ігоря Крикунова ролі в 14-ти музичних, телевізійних і художніх фільмах.
На початку 1980-х років Ігор Крикунов переїжджає до Києва. Спочатку працював у музично-драматичному театрі «На Подолі», а у 1993 р. створив Київський циганський театр «Романс». Є його незмінним керівником.
У театрі працюють 25 осіб, з них 18 — артистів. При театрі діє дитяча студія «Амалята» для дітей від 6 до 18 років.
У 2000 році з ініціативи Ігоря Крикунова в столиці України вперше відбувся Міжнародний циганський фестиваль мистецтв «Амала» («Друзі»).
У 2008 році він написав музику до українського фільму «Куплю друга».

## Призи та нагороди
- У 2000 році комітетом Міжнародних премій Ігорю Крикунову вручено Орден Миколи Чудотворця «За примноження добра на землі».
- У 2003 році він стає Першим володарем Ордена «Циганська зірка», який заснований національним культурним об'єднанням «Амала» і вручається за особистий внесок у згуртування, допомогу і розвиток циганського народу.
- Заслужений артист України (1996)..
- Народний артист України (2007).
- Почесний громадянин Новосанжарщини.[2]

## Родина
Дружина Людмила — заслужена артистка України, донька відомої циганської співачки Жанни Карпенко, прими київського циганського театру «Романс». Донька теж працює в цьому театрі. Син — підприємець.

## Фільмографія

### Кіно
- 1987: Циганка Аза — Василь (головна роль)
- 1989: Чардаш Монті (чеськ. Montiho čardáš) — Бого
- 1991: Бухта смерті — Романс
- 1994: Афганець 2
- 1998: Бери шинель...
- 2008: Куплю друга — Ромка
- 2021: Скажене весілля 3 — батько нареченої

### Телебачення
- 1984: Два гусари
- 1988: Гулящі люди — епізод
- 1989: Гори димлять — Дмитро, циган
- 1989: Назар Стодоля — Гнат Карий (телеспектакль)
- 2005: Золоті хлопці — (епізод)
- 2006: Дев'ять життів Нестора Махна — (епізод)
- 2009: Вагома підстава для вбивства — (епізод)
- 2019: У неділю зранку зілля копала — Янош
- 2020: Акушерка — (епізод)